# Cantonul Chambon-sur-Voueize
Cantonul Chambon-sur-Voueize este un canton din arondismentul Aubusson, departamentul Creuse, regiunea Limousin, Franța.

## Comune
| Comune                 | Populație (1999) | Cod poștal | Cod INSEE |
| ---------------------- | ---------------- | ---------- | --------- |
| Auge                   | 107              | 23170      | 23009     |
| Budelière              | 785              | 23170      | 23035     |
| Chambon-sur-Voueize    | 1 014            | 23170      | 23045     |
| Lépaud                 | 364              | 23170      | 23106     |
| Lussat                 | 446              | 23170      | 23114     |
| Nouhant                | 312              | 23170      | 23145     |
| Saint-Julien-le-Châtel | 168              | 23130      | 23204     |
| Saint-Loup             | 177              | 23130      | 23209     |
| Tardes                 | 139              | 23170      | 23251     |
| Verneiges              | 93               | 23170      | 23259     |
| Viersat                | 347              | 23170      | 23261     |